# Mirococcopsis salina
Mirococcopsis salina är en insektsart som beskrevs av Matesova 1981. Mirococcopsis salina ingår i släktet Mirococcopsis och familjen ullsköldlöss.
Artens utbredningsområde är Kazakstan. Inga underarter finns listade i Catalogue of Life.